# Елизабета Шелева
Елизабета Шелева (на македонска литературна норма: Елизабета Шелева) северномакедонска е писателка и литературна критичка.

## Биография
Родена е в 1961 година в Охрид, тогава във Федерална Югославия, днес в Северна Македония. Завършва катедрата по сравнителна книжовност във Филологическия факултет „Блаже Конески“ на Скопския университет. Магистратура завършва в Белград. Защитава докторантура във Филологическия факултет в Скопие в 1998 година на тема „Од дијалогизмот до интертекстуалноста (од Михаил Бактин до пост-структуралната критика)“. Става доцент по Методология на литературните студии в катедрата по сравнителна книжовност в Скопския университет. Редакторка е на списание „Блесок“. Членка е на Македонския ПЕН център и на дружеството Независими писатели на Македония, на което е и председател.